# Бревил (Меза)
Бревил (фр. Bréhéville) насеље је и општина у североисточној Француској у региону Лорена, у департману Меза која припада префектури Верден.
По подацима из 2011. године у општини је живело 189 становника, а густина насељености је износила 10,31 становника/km². Општина се простире на површини од 18,33 km². Налази се на средњој надморској висини од 240 метара (максималној 387 m, а минималној 192 m).

## Демографија
| 1962. | 1968. | 1975. | 1982. | 1990. | 1999. | 2011. |
| ----- | ----- | ----- | ----- | ----- | ----- | ----- |
| 298   | 302   | 261   | 263   | 250   | 206   | 189   |

График промене броја становника у току последњих година